# Світ Юрського періоду: Крейдовий табір
«Світ Юрського періоду: Крейдовий табір» (англ. Jurassic World Camp Cretaceous) — американський анімаційний науково-фантастичний пригодницький телевізійний серіал. Серіал є частиною франшизи «Парк Юрського періоду». «Світ Юрського періоду: Табір Крейдового періоду» дебютував на Netflix 18 вересня 2020 року. Події серіалу відбуваються до, під час, і після подій фільму «Світ Юрського періоду». Він розповідає історію шістьох підлітків, які опинилися на острові Ісла Нублар під час того, як численні динозаври втікають зі своїх кліток та вольєрів.
Шоу отримало переважно позитивні відгуки критиків, які похвалили анімацію та голоси персонажів, проте розкритикували вигляд головних героїв шоу та те, як шоу написане. У жовтні 2020 року було оголошено про виробництво другого сезону, прем'єра якого відбулася 22 січня 2021 року. Прем'єра третього сезону відбулася 21 травня 2021. Четвертий сезон дебютував 3 грудня того ж року. Прем'єра п'ятого та останнього сезону відбулася 21 липня 2022 року. На 48-й церемонії вручення премії Annie Awards серіал здобув нагороду за видатні досягнення за анімаційні ефекти.

## Сюжет
Підліток Даріус Боумен перемагає у відеогрі та отримує можливість відвідати Крейдовий табір - ексклюзивний пригодницький табір із динозаврами на острові Нублар. Опинившись там, Даріус зустрічає п’ятьох інших підлітків — Бена, Яз, Бруклінн, Кенджі та Семмі, — які також були відібрані для цієї пригоди. Однак, коли динозаври вириваються зі своїх вольєрів, діти опиняються в біді. Не маючи змоги дістатися до зовнішнього світу, їм потрібно перестати бути незнайомцями та стати друзями та родиною, якщо вони хочуть знайти вихід і вибратися живими.

## В ролях[8][9]

### Головні герої
- Пол-Майкл Вільямс — Даріус Бовмен, любитель динозаврів, з ентузіазмом сприймає своє перебування на острові
- Сін Гімброн — Бен Пінкус, боязкий хлопець, який опікується молодим анкілозавром
- Косар Мухаммед — Ясміна «Яз» Фадолла, тиха дівчина-одиночка, найбільш фізично підготовлений член групи
- Дженна Ортега — Бруклін, зірка інтернет-шоу, яка ні на мить не може залишитися без телефона
- Раян Поттер — Кенджі Кон, надзвичайно впевнений у собі багатий хлопець
- Рейні Родрігез — Семмі Гутіррез, добродушна дівчина, яка з ентузіазмом сприймає своє перебування в Таборі Крейдового періоду

### Інші персонажі
- Джаміла Джейміл — Роксі, вожата табору, серйозніша і відповідальніша на відміну від Дейва
- Ґлен Повелл — Дейв, один із двох вожатих, веселіший і легковажніший на відміну від Роксі
- Ґреґ Чун — доктор Генрі Ву, генетик, який відтворив динозаврів; голова InGen
- Джефф Бергмен — містер ДНК
- Кестон Джон — Фрідріх Бовмен, покійний батько Даріуса
- Бенджамін Флорес Молодший — Брендон Бовмен, брат Даріуса
- Дєеймс Арнольд Тейлор — Едді, асистент, день народження якого припав на дату втечі динозаврів
- Секунда Вуд — автоматичний оголошувач в «Світі Юрського періоду»
- Роджер Крейг Сміт — оголошувач тривоги/працівник парку
- Філ Бакмен — доктор Меріветер, NPC в відеогрі, яку Даріус грає для того, щоб виграти місце в Таборі Крейдового періоду
- Мінні Драйвер — Енні (камео); голос

## Український дубляж
- Дем'ян Шиян — Даріус (1—3 сезони)
- Данило Лакоза — Даріус (4 сезон)
- Дмитро Зленко — Бен
- Вероніка Лук'яненко — Бруклін (1—3 сезони)
- Олена Борозенець — Бруклін (4 сезон)
- Валентин Музиченко — Кенджі
- Єлизавета Зіновенко — Семмі
- Ольга Гриськова — Ясміна
- Вікторія Москаленко — Роксі (1—3 сезони)
- Катерина Брайковська — Роксі (4 сезон)
- Роман Молодій — Дейв
- Володимир Гурін — Брендон, БРАД-Екс
- Андрій Мостренко — Доктор Ву
- Юрій Кудрявець — Фредерік, Едді
- В'ячеслав Скорик — Працівник
- Михайло Кришталь — Геп
- Павло Голов — Міч
- Наталія Романько — Тіф, Лана Моліна
- Аліна Проценко — Мей
- Ярослав Сидоренко — Кеш
- Максим Кондратюк — Бос Кеша
- Олександр Шевчук — Даніел
- Павло Лі — Пан Голд
- Павло Шпегун — Сайрус

Мультсеріал дубльовано студією «Le Doyen»  на замовлення компанії «DreamWorks» для «Netflix» у 2021-2022 роках.
- Перекладач — Тетяна Левченко
- Режисер дубляжу — Павло Голов (1—3 сезони), Максим Кондратюк (4 сезон)
- Звукорежисери — Альона Шиманович, Михайло Угрин, Віктор Алферов, Ярослава Чернишева
- Менеджер проєкту — Ярослав Сидоренко

## Епізоди

### Сезон 1 (2020)
| № серії | № в сезоні | Назва                                       | Режисер      | Написано               | Оригінальна дата випуску |
| --- | ---------- | ------------------------------------------- | ------------ | ---------------------- | ------------------------ |
| 1 | 1          | «Табір Крейдового періоду»                  | Лейн Луерас  | Зак Стенц Скотт Крімер | 18 вересня 2020 р        |
| Любитель динозаврів Даріус отримує шанс відвідати табір Крейда після перемоги у відеогрі. У таборі він зустрічає головних консультантів Роксі та Дейва, а також своїх товаришів по табору — самозваний Кенджі,блогерка Бруклін привітна пастушка Семмі, спортивна самотня Ясміна та нервовий гермофоб Бен. Пізно вночі Даріус вирішує вислизнути після комендантської години, щоб відвідати вольєр, де міститься його улюблений Компсогнат, якого він і група зустріли раніше. За ним йдуть Кенджі та Бруклін, і після інциденту тріо помилково дозволяє групі велоцирапторів зіткнутися віч-на-віч з Кенджі та Даріусом.                                                                           |            |                                             |              |                        |                          |
| 2 | 2          | «Таємниці»                                  | Ден Ріба     | Шила Шрінівас          | 18 вересня 2020 р        |
| Після того, як Роксі та Дейв рятують пару, Даріуса та Кенджі карають і доручають вигрібати динозаврів, а решта групи відвідують генетичну лабораторію, де вони стають свідками раннього народження анкілозавра на прізвисько Бампі, який зв’язується з Беном. У той час як доктор Генрі Ву спіймав Бруклін коли вона була в забороненій частині лабораторії. Даріус і Кенджі залишають своє завдання лопати, щоб подивитися на щойно виготовленого карнотавра Тору. Даріусу і Кенджі вдається вчасно повернутися. Вони стають друзями. |            |                                             |              |                        |                          |
| 3 | 3          | «Перегін худоби»                            | Zesung Kang  | Рік Вільямс            | 18 вересня 2020 р        |
| Наступного дня дітям дають можливість покататися на гіросферах біля групи динозаврів. Коли неподалік розгортається шторм, Дейв і Роксі просять дітей залишитися, поки вони досліджують. Група ігнорує вказівки і зрештою спричиняє тисняву динозаврів. Після отримання синоцератопса , щоб допомогти врятувати Даріуса та Бруклінна з плями тонучого бруду, групі вдається повернутися в безпечне місце. Після цього Семмі та Ясміна стали друзями, але на своєму відео Бруклінн ловить Семмі, який бере зразок ДНК у «синоцератопса» . |            |                                             |              |                        |                          |
| 4 | 4          | «Зруйновані плани»                          | Майкл Маллен | М. Вілліс              | 18 вересня 2020 р        |
| Оскільки Роксі та Дейв знову залишають групу наодинці, Бруклінн підозрює, що Семмі щось замишляє; її підозра зростає після того, як невдовзі зникає її телефон. Зовні група спостерігає, як Індомінус Рекс з’їдає брахіозавра і двох чоловіків.Група повертається до свого дому але виявляє, що його знищив їхній «Новий Друг». Вирішивши знайти допомогу, група прямує на південь під командуванням і керівництвом даріуса а Індо-Рекс прибуває до загону Карнотавра та б’ється з Тору. |            |                                             |              |                        |                          |
| 5 | 5          | «З днем народження, Едді!»                  | Zesung Kang  | Джозі Кемпбелл         | 18 вересня 2020 р        |
| Прямуючи до генетичної лабораторії, група возз’єднується з Бампі. Група прибуває з нею в генетичну лабораторію, де вони знаходять вченого-параноїка на ім'я Едді, який розповідає групі про участь Ву у створенні монстра. Діти розповідають йому що в них є фургон і Едді швидко вибігає і сідає в середину. Але Індомінус Рекс бачучи як він сів нападає на нього і з’їдає його. Дітям вдається оминути пащі Рекса, сісти і втекти. Але під час поїздки Ясмін заїзджає в ямку і розбиває фургон із-за чого телефон Бруклін випадає з кишені Семі і вона розповідає що є шпигуном біоінженерної компанії під назвою Mantah Corp (компанія-конкурент InGen) бо її шантажували. Вона не мала вибору. |            |                                             |              |                        |                          |
| 6 | 6          | «Ласкаво просимо у «Світ Юрського періоду»» | Майкл Маллен | Зак Стенц              | 18 вересня 2020 р        |
| Діти бачать вертоліт який стріляє в Індомінус. Вони думають що їх врятовано але гелікоптер вибухає. Це змусило зграю птеранодонів втекти зі свого вольєру. Діти прямують до головного парку шукати допомоги. Після того, як група виживає після зустрічі з мозазавром у лагуні, у парку завиває сирена. |            |                                             |              |                        |                          |
| 7 | 7          | «Останній день у таборі»                    | Ерік Елрод   | Шила Шрінівас          | 18 вересня 2020 р        |
| Щоб евакуювати острів, група планує попрямувати до головного виходу з парку на монорейковій дорозі, але Тору атакує їх там. Група тікає від нього по вентиляції і коли вони подумали що в безпеці почули рик карно і зрозуміли що він знайшов до них дорогу. Групу рятує те що Даріус кидає шокер в бочки з газом і вибух ранить карнотавра що змусило його тікати.Під час поїздки на кемперів нападає зграя птеранодонів , яка втекла раніше того дня. Після того, як на коліях помічено розбитий потяг, Бен виконує стрілочний перевод, щоб запобігти сходженню поїзда з рейок. Під час святкування перемоги над птеранодонами один з них нападає на Бена і викидає його з потяга.                |            |                                             |              |                        |                          |
| 8 | 8          | «Кінець шляху»                              | Zesung Kang  | Скотт Крімер           | 18 вересня 2020 р        |
| Нарешті вони досягають доку, але виявляють, що їх залишили позаду. Вони клянуться не припиняти спроб знайти вихід з острова і захищати динозаврів. |            |                                             |              |                        |                          |

### Сезон 2 (2021)
| № серії | № в сезоні | Назва              | Режисер      | Написано                 | Оригінальна дата випуску |
| --- | ---------- | ------------------ | ------------ | ------------------------ | ------------------------ |
| 9 | 1          | «Маячок надії»     | Майкл Маллен | Рік Вільямс              | 22 січня 2021 р          |
| Діти досягають Мейн-стріт, де знаходить рації, робочу камеру та інформацію про аварійний маяк лиха на острові. Даріус починає страждати від сильних галюцинацій щодо Бена та Фредріка Боумена, його померлого батька. Наступного дня група виявляє, що Тиранозавр з парку зайшов на Мейн-стріт і побудував невелике «лігво», у якому міститься маяк. Даріус і Кенджі заходять у лігво, тоді як Семмі та Бруклінн успішно відволікають Рекса, дозволяючи їм надіслати сигнал лиха за допомогою маяка. |            |                    |              |                          |                          |
| 10 | 2          | «Мистецтво спокою» | Ерік Елрод   | М. Вілліс                | 22 січня 2021 р          |
| Група повертається до частково зруйнованого табору Крейда. Кенджі залишається, щоб подбати про Яз, яка вивихнула щиколотку, коли вони намагалися втекти з лагуни Мозазавра . Даріус, Семмі та Бруклін вирушають шукати медичне приладдя в сусідній клініці. Там група знаходить їжу, але також стикається з десятками голодуючих динозаврів у клітках. Вони вирішують звільнити їх і возз'єднати Грім, самицю Баріонікса з її братами і сестрами Лімбо і Хаосом. Повернувшись у табір, група працює над будівництвом будиночка на дереві, а Бруклін помічає гай із замерзлих квітів. |            |                    |              |                          |                          |
| 11 | 3          | «Водопій»          | Zesung Kang  | Бетані Армстронг Джонсон | 22 січня 2021 р          |
| Побудувавши свій будиночок на дереві біля річки, щоб легко отримати доступ до води, група виявляє, що річку осушено. Даріус і Кенджі залучають пару стегозаврів поблизу , щоб зняти нещодавно збудовану дамбу , слідувати за цератозавром і знайти водопій, де багато видів динозаврів мирно об’єднуються, щоб пити воду. Яз, Семмі та Бруклінн знаходять вентиляційні отвори під іншими замороженими квітами та генетичну лабораторію неподалік. Дізнавшись, що лабораторія може бути пов’язана з Mantah Corp, і в секреті, який зберігає доктор Ву, тріо змушене піти після зустрічі з зграєю баріоніксів що Даріус, Семмі та Бруклін уже зустрічалися в клініці. Однак перед тим, як піти, група бере конверт під назвою «E750», який містить різні коди та картку-ключ. Повернувшись у табір, возз’єднана група святкує та бачить багаття, що спонукає їх повірити, що на острові можуть бути інші люди. |            |                    |              |                          |                          |
| 12 | 4          | «Спасіння»         | Майкл Маллен | Шила Шрінівас            | 22 січня 2021 р          |
| Біжачи до багаття, група знаходить двох еко-туристів на ім’я Мітч і Тіфф і їхнього задумливого гіда Хепа, який каже групі, що через два дні їх забере човен. У той час як решта групи вирішує провести день, спостерігаючи за динозаврами, Бруклінн і Кенджі вирішують розслідувати Гепа після того, як почали підозрювати його, але їх спіймають на спробі пробратися в його юрту . Через кілька хвилин пара ловить розлюченого Хепа, який говорить Тіффу по рації, що він сам «подбає про [дітей]». Після того, як їх загнали в глухий кут, Бруклін і Кенджі спостерігають, як Геп втратив свідомість Беном, який все ще живий разом із уже дорослим Бампі. |            |                    |              |                          |                          |
| 13 | 5          | «Відважний»        | Ерік Елрод   | Ліндсей Кернс            | 22 січня 2021 р          |
| У спогаді Бен пережив падіння без будь-яких травм. Вирішивши шукати аварійний маяк на острові, Бен починає свою подорож до Мейн-стріт разом із Бампі. Він стикається з низкою перешкод на своєму шляху, включаючи Тору який тепер має шрами, і повертається до свого тимчасового табору. Зрештою Бен так дратується на компанію Бампі, що вони випадково знищують їхній притулок, і він кричить на неї, змушуючи динозавра тікати. Після кількох тижнів виживання сам, Бен вирішує битися з Тору щоб дістатися до Мейн-стріт. При цьому він возз’єднується з тепер уже дорослим Бампі, і вони перемагають Тору. Досліджуючи проблиск диму від багаття, Бен випадково чує, як Хеп, Мітч і Тіфф розмовляють про секретний план боротьби з рештою його друзів. |            |                    |              |                          |                          |
| 14 | 6          | «Введені в оману»  | Лія Артвік   | Рік Вільямс              | 22 січня 2021 р          |
| Семмі, Яз і Даріус дізнаються, що Мітч і Тіфф насправді є мисливцями за великою дичиною, які намагаються вбити динозаврів на острові, і змушені вести їх до водопою. Тим часом Хеп намагається допомогти Бену, Бруклінну та Кенджі, проводячи їх до човна на березі Айла Нублар. Однак Хеп змушений пожертвувати собою, щоб відбити зграю баріоніксів. Мітч і Тіфф намагаються застрелити Стегозавра, але Даріус свистить, сповіщаючи Стегозавра, який нападає на Мітча і Тіффа, збиваючи їх з пантелику, під час чого Яз тікає і знаходить Бруклінна і Кенджі, кажучи їм, що Даріус і Семмі таємно ведуть Мітча і Тіффа до Мейна вул. |            |                    |              |                          |                          |
| 15 | 7          | «Перший крок»      | Майкл Маллен | Шила Шрінівас            | 22 січня 2021 р          |
| Поінформовані про ситуацію, Бен, Яз, Бруклін і Кенджі використовують підземні тунелі, щоб дістатися до кімнати спостереження, щоб спостерігати за тим, що відбувається на Мейн-стріт. Після того, як Тиранозавр прибуває та лякає Мітча та Тіффа в джунглі, Семмі та Даріус розповідають решті групи, що Мітч та Тіфф знайшли місце водопою та збираються туди вбивати динозаврів. Але вони випадково розморозили «Е750» |            |                    |              |                          |                          |
| 16 | 8          | «Теорія хаосу»     | Ерік Елрод   | Джозі Кемпбелл           | 22 січня 2021 р          |
| Щоб врятувати динозаврів, група вирішує відлякати їх від водопою, ненавмисно спричинивши тисняву, під час якої Т-Рекс переслідує динозаврів. Мітч і Тіфф намагаються вбити Даріуса і Бруклін, але динозаври приходять їм на допомогу, налякавши Мітча і Тіффа. У хаосі Тіфф убиває Гріма, Мітча з’їдає Король динозаврів, і хоча Тіфф вдається втекти на човні, її вбивають на борту брати і сестри Баріонікс, Лімбо та Хаос, які мстять за свою сестру, знову залишаючи підлітків. Тим часом істоті, яка раніше була заморожена вдається втекти з кімнати під номером «E750». |            |                    |              |                          |                          |

### Сезон 3 (2021)
| № серії | № в сезоні | Назва                    | Режисер      | Написано                                                         | Оригінальна дата випуску |
| --- | ---------- | ------------------------ | ------------ | ---------------------------------------------------------------- | ------------------------ |
| 17 | 1          | «Вигляд згори»           | Лія Артвік   | Ліндсей Кернс                                                    | 21 травня 2021 р         |
| Після кількох спроб вибратися з острова, група шукає запаси, необхідні для будівництва другого, стійкішого плоту, після невдалої спроби, яка знищила їх перший. Подорожуючи до вершини острова, відомої як Лукаут-Пойнт, група розпадається: Кенджі, Яз, Семмі та Бруклін піднялися на гондольному підйомнику , а Даріус залишився, щоб досліджувати примхливого Бена. Бен каже, що не хоче залишати Бампі на острові, якщо їх врятують. У Lookout Point на Кенджі, Яз, Семмі та Брукліна нападає кілька диморфодонів. Поки Кенджі та Семмі повертаються вниз на гондолах, Яз і Бруклінн використовують дельтаплани, щоб втекти. Повернувшись разом, Кенджі та Семмі розповідають, що вони помітили човен Мітча та Тіфф, який дрейфував біля берега острова. Під час святкування істота «E-750» вбиває цератозавра. |            |                          |              |                                                                  |                          |
| 18 | 2          | «Безпечна гавань»        | Майкл Маллен | Рік Вільямс                                                      | 21 травня 2021 р         |
| Сівши на човен, група виявляє, що поки він пошкоджений і майже закінчився бензин. На ньому все ще можна плавати і можна дозаправлятися на іншому боці острова. Опинившись там, група влаштовує вечірку на причалі. Ввечері команда шукає припаси, а також латку, щоб залатати дірку. Тим часом Бруклін і Даріус намагаються налякати Кенджі за те, що він розіграв їх, а Семмі намагається подружитися з Бампі. Через густий туман група не бачить кількох уранозаврів, які їх оточують, і на них нападають. Перегрупувавшись, вони повертаються до човна, скотчем заклеюють прокол і відпливають, відлякавши уранозаврів використанням феєрверків. Вранці Семмі подружилася з Бампі, просто давши їй закуски. |            |                          |              |                                                                  |                          |
| 19 | 3          | «У домі Кенджі»          | Ерік Елрод   | Шила Шрінівас Бетані Армстронг Джонсон Ліндсей Кернс Рік Вільямс | 21 травня 2021 р         |
| Щоб знайти запаси, щоб виправити дірку в човні, група вирушає в пентхаус на острові, що належить батькові Кенджі. Після того, як кілька монолофозаврів входять у приміщення та атакують, Кенджі, Бруклінн і Даріус спускаються в шахту ліфта, а Семмі, Яз і Бен тікають через вентиляційні отвори в гараж на підвальному рівні. Там тріо знаходить герметик , викачує бензин із кількох лімузинів і рятується від кількох монолофозаврів, виганяючи лімузин із гаража, перш ніж підібрати решту групи зовні. В іншому місці острова істота «E750» знищує дрон. |            |                          |              |                                                                  |                          |
| 20 | 4          | «Розумниця»              | Лія Артвік   | Зак Стенц                                                        | 21 травня 2021 р         |
| Прочитавши, що герметик висихає протягом 48 годин, група розділилася:Кенджі, Яз і Даріус шукають «Компі», яка вкрала їхній компас, а Семмі та Бруклінн досліджують значення «E750». Слідкуючи за «Компі» до занедбаного центру відвідувачів Парку Юрського періоду, Кенджі, Яз і Даріус зазнають нападу Блю( Велоцираптора зі «Світу Юрського періоду»). Після погоні Блу затиснуто під транспортним засобом, і тріо вирішує врятувати її та подружитися з нею в процесі. Тим часом Семмі та Бруклінн знаходять кімнату «E750» і кілька попередньо записаних відео від доктора Ву, які показують, що однойменна істота є першим гібридним динозавром, створеним Генрі Ву, відомим як Скорпіус Рекс. Цей гібрид дуже агресивний за характером. Саймон Масрані наказав вбити його після того, як він напав на Генрі Ву, але вчений вирішив завести його в кріосон-заморозити істоту, при цьому не вбиваючи її. Семі і Бруклін радіють що «Е750» заморожене.Але раптом Бруклін налякано подивилася за спину Семі. Скляна трубка в якій заморозили Скорпіуса Рекса розбита. |            |                          |              |                                                                  |                          |
| 21 | 5          | «Епіцентр бурі»          | Майкл Маллен | Бетані Армстронг Джонсон                                         | 21 травня 2021 р         |
| Даріус іде щоб поспостерігати за групою Галлімімів для свого блокнота, але після раптової штовханини динозаврів Даріус виявляє, що на них полює Скорпіус Рекс. Оскільки Семмі та Бруклін все ще ведуть розслідування, Яз і Кенджі шукають Бена після того, як він зник безвісти, і знаходять, як він годує Бампі. Перегрупувавшись і побоюючись, що Скорпіус незабаром знайде їх, туристи пакують запаси, щоб якнайшвидше вибратися з острова, але через сильну зливу їхні плани призупиняються. Вони повертаються до табору, щоб сховатися від монстра а навколо облаштували електрифіковану огорожу. Під час того, як вони це роблять, Яз говорить, що вони не є друзями, бо після того, як вони попадуть додому, вони більше ніколи не зустрінуться. Нажаль «Е-750» вдається перестрибнути через паркан і нападає на групу. Вони намагаються втекти, але огорожа затримує їх. Відволікшись невеликою блискавкою, Скорпіус йде, почувши інших динозаврів на відстані. Коли група заспокоюється, вони помічають, що Семмі поранив шипом Скорпіус Рекс, і вона втрачає свідомість.                                                                                                 |            |                          |              |                                                                  |                          |
| 22 | 6          | «Ризикований крок»       | Ерік Елрод   | Шила Шрінівас                                                    | 21 травня 2021 р         |
| Після того, як Бруклінн виявляє, що шип смертельний Яз вирушає в кімнату «E750» у пошуках протиотрути, а Бен і Даріус вирішують влаштувати потужний вибух, щоб відвернути увагу чудовиська. Знайшовши протиотруту, Яз намагається втекти від Скорпіуса Рекса, але вивихає щиколотку після того, як перестрибує через струмок, дозволяючи «Е-750» наздогнати її. Після того, як Бен підпалює гондолу, яка підриває підйомник Рекс йде подивитися на вогонь(він його гіпнотизує). Повернувшись до групи, Яз дає Семмі протиотруту, рятуючи їй життя. |            |                          |              |                                                                  |                          |
| 23 | 7          | «Несподіванка»           | Лія Артвік   | Бетані Армстронг Джонсон Рік Вільямс                             | 21 травня 2021 р         |
| Коли Бен знову залишає групу, щоб знайти Бампі, Даріус йде його шукати. Знайшовши Бена, пара знаходить Бампі та готується повернутися до човна. Проте Бен розкриває своє особисте рішення залишитися на острові, сперечається та б’ється з Даріусом. Невдовзі після цього Бампі знаходить родину анкілозаврів, переконуючи Бена залишити її з ними. Діти вирішують знайти Бена і Даріуса але бачать як на паразауролофів нападає гібридний динозавр. Вони дзвонять до друзів по рації але виявляється, що її болу поламано під час бійка Дпріуса і Бена. Тим часом на анкілозаврів також напав Скорпіус. Він не зміг їх здолати тому відступив. Яз, Кенджі, Бруклін і Семмі чекають на друзів на причалі. Але вони відпливають щоб врятуватися від «Е-750» який прийшов до корабля. Вони сідають у човен і тікають без Бена та Даріуса. На світанку хлопці нарешті досягають пристані, але виявляють, що насправді на острові є 2 Скорпіуси-рекси. Навпроти них 2 «Е750» влаштовують битву. Виявляється, цей гібрид вміє себе клонувати. |            |                          |              |                                                                  |                          |
| 24 | 8          | «Втеча з острова Нублар» | Майкл Маллен | Ліндсей Кернс                                                    | 21 травня 2021 р         |
| Поки 2 Скорпіуси- рекси борються, Бен і Даріус ховаються в лімузині. Решта групи повертається на острів, щоб їх розшукати. Перегрупувавшись, вони вирішують, що їм потрібно вбити обох Скорпіусів, щоб врятувати решту динозаврів і прямують до центру для відвідувачів Парку Юрського періоду, де беруть транквілізатор, який Даріус знайшов раніше. Коли обидва Рекси знову атакують, Даріус стріляє з рушниці, але промахується. Після погоні та ще однієї зустрічі з Блу, яка допомагає відпочиваючим, атакуючи Рексів, група бачить як Скорпіуси борються всередині приміщення через що центр для відвідувачів обвалюється з обома гібридами всередині, вбиваючи їх. На причалі група сідає в човен, але під час відпливу кілька гелікоптерів оточують човен і наказують групі повернутися на острів. |            |                          |              |                                                                  |                          |
| 25 | 9          | «За будь-яку ціну»       | Ерік Елрод   | Джоанна Льюїс Крістін Сонгко                                     | 21 травня 2021 р         |
| Повернувшись до пристані, група дізнається, що гелікоптери перевозять озброєних найманців, і вони швидко розуміють, що вони там не для того, щоб їх врятувати. Невдовзі один гелікоптер атакує Тиранозавр який прибіг на пристань і відлітає з Беном, Кенджі та Семмі на борту. Але в небі їх знову атакують, на цей раз птеранодони. Бен рятує ситуацію, наказуючи пілоту вимкнути світло, але через неуважність пілота вертоліт розбивається. Після аварії Бен, Кенджі та Семмі втікають. Тим часом Тиранозавр Рекс переслідує Даріуса, Яз та Бруклін, але, досягнувши Мейн-стріт, його увагу відволікає інша група найманців, щоб отримати зразок із останків Індомінус Рекса. На іншому гелікоптері прибуває доктор Генрі Ву та розповідає про свої плани забрати свій особистий ноутбук. Даріус, Яз і Бруклін погоджуються викрасти його першими, думаючи, що його можна використати, щоб ув’язнити вченого за створення гібридних динозаврів, які руйнують все навкруг себе. Проходячи через вентиляційні отвори лабораторії, троє туристів беруть ноутбук. Бруклін ловить один із найманців доктора Ву. Щоби вчений-лиходій не отримав ноутбук вона віддає Даріусу ноутбук. |            |                          |              |                                                                  |                          |
| 26 | 10         | «Виконуємо місію»        | Лія Артвік   | Рік Вільямс                                                      | 21 травня 2021 р         |
| Інші учасники табору перегруповуються й погоджуються скопіювати вміст ноутбука на флешку Семмі, яку вона принесла на острів, коли спочатку була шпигункою, перш ніж стерти ноутбук. Однак стурбований Кенджі викрадає ноутбук, щоб повернути його доктору Ву. Під час передачі решта кемперів, з Бампі та декількома анкілозаврами, відволікають доктора Ву та його найманців, що залишилися, поки вони рятують Кенджі та Бруклін. Попри те, що Семмі та Яз знищують ноутбук, Ву та найманці йдуть, коли він дізнається, що вони успішно отримали зразок від Індомінус Рекса. Об’єднана група вирушає на човні та починає свою подорож до Коста-Рики, але між Даріусом і Кенджі виникає розбіжність через те, що останній віддає ноутбук. |            |                          |              |                                                                  |                          |

### Сезон 4 (2021)
| № серії | № в сезоні | Назва                       | Режисер      | Написано                     | Оригінальна дата випуску |
| --- | ---------- | --------------------------- | ------------ | ---------------------------- | ------------------------ |
| 27 | 1          | «Під поверхнею»             | Майкл Маллен | Шила Шрінівас                | 3 грудня 2021 р          |
| Таборовики святкують свою втечу з острова. Кенджі продовжує лютувати на Даріуса через те, що він ризикував життям Бруклін заради ноутбука. Чекаючи на прибуття в Коста-Рику, туристи знаходять на човні Компі тобто істоту, яка грюкала дверима. Семмі, Даріус, Яз і Бен вирушають його зловити а Кенджі та Бруклін намагаються полагодити радар на човні. Бруклін успішно ремонтує радар. Кенджі помічає, що гвинт човна застряг у водоростях, тому Даріус принає в воду щоб їх зняти. Незабаром після того, як зняли водорості з гвинта, Кенджі та Бруклін бачать акулу на радарі. Намагаючись доплисти назад до човна, Даріус потрапляє у водорості, тож Кендзі пірнає під воду, щоб врятувати його. Незабаром після повернення на човен туристи намагаються відбити мозазавра , який з’їдає акулу та починає гризти човен. Він зникає на деякий час, але потім повертається на поверхню і стрибає в повітря, приземляючись на човен і знищуючи його. Потім група прокидається неушкодженою на невідомому острові.                                                                                        |            |                             |              |                              |                          |
| 28 | 2          | «Принаймні живі»            | Ерік Елрод   | Бетані Армстронг Джонсон     | 3 грудня 2021 р          |
| Група блукає в пустелі, коли починається піщана буря. Нездатні бачити, Кенджі та Бруклін падають у яр. Піщана буря закінчується, і незабаром їм вдається перегрупуватися. Вночі група помічає в кущах шаблезубого тигра. Бен відвертає увагу шаблезубого тигра, а група йде, щоб допомогти йому. У глухому куті Бен бореться з шаблезубим тигром, але Кенджі наздоганяє його, і їм вдається відлякати шаблезубого тигра. На світанку група починає відлітати далі в глиб острова. Кенджі натикається на шматок металу, і група йде за ним до невидимої стіни, яка відкривається, відкриваючи металевий коридор. |            |                             |              |                              |                          |
| 29 | 3          | «Переконати доктора Тернер» | Лія Артвік   | Джоанна Льюїс Крістін Сонгко | 3 грудня 2021 р          |
| На іншому кінці коридору група опиняється в лісі. Вони зустрічають доктора Мей Тернер, яка вивчає, як динозаври взаємодіють один з одним. Вона живе на острові і не може взаємодіяти із зовнішнім світом, оскільки у неї немає телефону. Завдяки минулому досвіду група одразу викликає підозру. Вони також дізнаються, що вона працює в Mantah Corp. Поки Даріус і Семмі відволікають Мей, решта групи виходить на вулицю і помічає БРЕДа, робота, який вбиває Компі з човна, тому що це несанкціонована форма життя на острові. Мей зупиняє BRAD, перш ніж він знайде решту групи. Повернувшись усередину, група пояснює свою ситуацію та чому вони не довіряють Mantah Corp. Мей виходить на вулицю разом з Даріусом і Семмі. Тріо дивиться як a Мати і дитя тиранозавра рекса, Велика щелепа і Маленька щелепа, починають ображати одне одного. Мей намагається викликати БРЕДА, але Кенджі знищує робота, коли той намагається вбити Яз та Бена. Інший BRAD зупиняє динозаврів від бійки. Мей і група дізнаються, що Mantah Corp годувала динозаврів новим препаратом, щоб зробити їх дуже агресивними. |            |                             |              |                              |                          |
| 30 | 4          | «Жорстке пробудження»       | Майкл Маллен | Рік Вільямс                  | 3 грудня 2021 р          |
| Група планує зупинити Тиранозаврів від споживання підробленої їжі, щоб літак із постачанням прибув раніше, ніж очікувалося. Під час вилучення їжі Рекси прокидаються, а Яз впадає в стан шоку і не може рухатися. Кенджі рятує її та перегруповується з іншими. БРЕД намагається вбити групу, оскільки вони є несанкціонованими формами життя. Коли Мей намагається їх зупинити, кілька БРЕДів починають переслідувати їх. Бруклін вдається зловити BRAD в коридорі. Однак група потрапляє в біом тундри з морозною температурою. Мей бачить Пірса, кентрозавра, який підходить для вищих температур, у біомі та страждає від гіпотермічного шоку. Яз хвилюється, чи не встигнути на літак із постачанням, який прибуде за годину. Як група, всі працюють разом, щоб врятувати Пірса. Кілька BRAD починають погоню, але падають у замерзле озеро. Група виходить і прощається з Мей. Вони запізнюються, і літак відлітає без них. |            |                             |              |                              |                          |
| 31 | 5          | «Виважений крок»            | Ерік Елрод   | Шила Шрінівас                | 3 грудня 2021 р          |
| Група вирішує залишитися з Мей, щоб знищити Mantah Corp. Бос Мей, Кеш Ленгфорд, прибуває на острів, розчарований невдачами BRAD. Семмі впізнає Кеша як людину, яка шантажувала її родину та найняла її шпигункою. Мей сперечається з Кешем за те, що він завдав шкоди динозаврам. У відповідь Кеш наказує БРЕД вбити її. За допомогою групи їй вдається втекти та знищити кілька BRAD. Невдовзі пара велоцирапторів оточує групу. Семмі використовує все ще функціональний BRAD, щоб поранити велоцирапторів і змусити їх піти. Тим часом Бен помічає, що у Кеша є телефон. |            |                             |              |                              |                          |
| 32 | 6          | «Вирішальна місія»          | Лія Артвік   | Бетані Армстронг Джонсон     | 3 грудня 2021 р          |
| Група вирішує розійтися після того, як Мей поранена одним із велоцирапторів. Бен знаходить медичну аптечку і допомагає Мей. Яз і Бруклін знаходять склад, наповнений BRAD. Повернувшись разом, група спостерігає, як Кеш використовує дрони та кілька BRAD, щоб змусити Велику Пащу та Пірса битися.Бен, Семмі та Яз підривають склад, щоб відвернути Кеша. Даріус заходить в офіс Кеша, щоб зупинити бійку динозаврів і забрати телефон Кеша. Коли БРЕД бере телефон, Даріус змушений вибирати між допомогою динозаврам або своєю групою. Він вибирає свою групу і дістає телефон. Він телефонує своєму старшому братові Брендону, але його знаходить Кеш, який завершує розмову. |            |                             |              |                              |                          |
| 33 | 7          | «Лишитися живими»           | Майкл Маллен | Джоанна Льюїс Крістін Сонгко | 3 грудня 2021 р          |
| Даріус вигадує історію, щоб пояснити Кешу, як він потрапив на острів. Він також переконує Кеша припинити бійку з динозаврами, кажучи йому, що динозаври дорогі. Кеш відвозить Даріуса в підземний медичний заклад. Поки Кеш розмовляє по телефону, Даріус допомагає залікувати травми Великої Пащі. Тим часом решта групи стикається зі спинозавром. Вони також натикаються на шаблезубого тигра, якого з'їдає спинозавр. Даріус вдає, що погоджується з усім, що каже Кеш, щоб не розлютити його. Коли пара заходить у ліфт, решта групи знаходить приміщення. Даріус швидко виходить з ліфта, коли двері зачиняються. Група складає план, як зупинити Кеша. Коли двері ліфта знову відчиняються, Даріус придумує виправдання та возз’єднується з Кешем, який не помічає решту групи. Повернувшись додому, Брендон вирішує піти, щоб знайти Даріуса. |            |                             |              |                              |                          |
| 34 | 8          | «Технічні несправності»     | Ерік Елрод   | Рік Вільямс                  | 3 грудня 2021 р          |
| Вночі Кеш показує Даріусу вдосконалену модель BRAD, відому як BRAD-X. Наступного дня Даріус отримує завдання встановити контрольний чіп у Спінозавра. Кеш наказує BRAD-X вбити Даріуса, якщо той цього не зробить. Тим часом решта групи знаходить склад, де BRAD-X живляться іншими BRAD. Бруклін вдається зламати BRAD і вивчити його програмування для доступу до BRAD-X. Надворі Даріус збирається чіпувати спинозавра, коли BRAD-X наказує йому зупинитися. З’ясувалося, що Бруклін отримав доступ до BRAD-X. Даріус знищує чіп і повертається до кабінету Кеша. Кеш виявляє, що мозок повністю розвинених динозаврів відхиляє накази чіпа, тому він вирішує експериментувати на дитинчах динозаврів. |            |                             |              |                              |                          |
| 35 | 9          | «Дино-няні»                 | Лія Артвік   | Шила Шрінівас                | 3 грудня 2021 р          |
| Даріус викликає Кеша на тур в відеогрі, щоб відвернути його. Решта групи розкриває випробувальний центр, наповнений гібридами дитинчат динозаврів. Коли вони випадково відчиняють кілька дверей із дорослими гібридами динозаврів, які починають сіяти хаос, групі вдається втекти разом із двома дитинчатами спиноцератопса, яких прозвали «Ангел» і «Бунтівник», і дитинчам брахіозавра, які відбиток на них і зв’язуються з ними. Кеш і Даріус спускаються для розслідування. Коли цератозавр починає бігти до них, пара ховається в ліфті. Пізніше Кеш виявляє, що гібриди динозаврів зникли. |            |                             |              |                              |                          |
| 36 | 10         | «Під контролем»             | Майкл Маллен | Леоре Берріс                 | 3 грудня 2021 р          |
| Дитинча брахіозавра потрапило в полон BRAD-X. Кеш негайно чіпує дитинча брахіозавра, попри благання Даріуса. Зграя птеранодонів нападає на групу, але їм вдається втекти. Даріус і Бен захоплюють Кеша в кабінеті Мей. Пара рятує дитинча брахіозавра, перш ніж возз’єднатися з Мей та рештою групи. Бен подружився з дитинчам Брахіозавром і назвав її «Петардою». Тим часом на острові Нублар Бампі, засмучений від’їздом Бена, повертається до покинутої бази табору, перш ніж відпочити на самоті. |            |                             |              |                              |                          |
| 37 | 11         | «Хто тут бос?»              | Ерік Елрод   | Бетані Армстронг Джонсон     | 3 грудня 2021 р          |
| colspan="6" У пустельному біомі тріо, Ангел і Ребел знову стикаються зі Спинозавром. Вони ведуть Ангела і Ребел до біому тундри, де динозаври підходять краще. Бен і Мей обговорюють використання своїх інстинктів проти використання своїх наукових знань для встановлення стосунків з динозаврами. Даріус і Кенджі виявляють, що Кеш втік. У кабінеті Кеша Даріус бачить, як Кеш зустрічається з Деніелом Коном, президентом Mantah Corp. Кеш і Деніел успішно встановлюють пастку в болотному біомі, щоб захопити групу, яка відбивається від зграї дилофозаврів. В оточенні BRAD-X група дізнається, що Даніель є батьком Кенджі. |            |                             |              |                              |                          |

### Сезон 5 (2022)
| № серії | № в сезоні | Назва                  | Режисер      | Написано                                           | Оригінальна дата випуску |
| --- | ---------- | ---------------------- | ------------ | -------------------------------------------------- | ------------------------ |
| 38 | 1          | «Возз'єднання»         | Лія Артвік   | Джоанна Льюїс Крістін Сонгко                       | 21 липня 2022 р          |
| Батько Кенджі, Деніел, вражений і радіє, коли бачить, що його син все ще живий, а Кенджі не вірить новій посаді свого батька. Коли йому стикаються з діями Корпусу Манта, Деніел стверджує, що Кеш був відповідальний за те, що йому було надано занадто багато свободи, перш ніж його арештували. Деніел надає туристам власні кімнати в пентхаусі, але Бруклін не впевнена, що вони можуть йому довіряти. Бруклін і Семмі стикаються з Кешем у його камері з фальшивою обіцянкою випустити його, якщо він розповість їм про сім'ю Семмі. Він каже їм переглянути файли Деніела в його кабінеті. Вони дізнаються, що Деніел володіє сімейним ранчо Семмі. Деніел стверджує, що купив їх за борги, і вони працюють на нього. Кенджі намагається відновити стосунки зі своїм батьком, але Деніел віддає перевагу майбутній зустрічі з інвесторами, на якій Деніел має представити бій динозаврів. Даріус турбується про те, що Велика Паща не їсть, усвідомлюючи, що вона сумує за дочкою, тому він і туристи планують возз’єднати їх. Даріус відвідує Велику Пащу, звільняючи її та возз’єднуючи з донькою. Учасники табору пояснюють Деніелу, що завдяки дослідженням Мей вони можуть спілкуватися з динозаврами, а Деніел каже Кенджі, що пишається ним. Пізніше, поки діти святкують з ночівлею, Деніел замкнув Мей, наказавши їй працювати з ним, інакше він завдасть шкоди туристам. |            |                        |              |                                                    |                          |
| 39 | 2          | «Останнє випробування» | Майкл Маллен | Леоре Берріс                                       | 21 липня 2022 р          |
| Поки Кемпери снідають, Семмі та Яз відчувають полегшення, а Даріус, Бен і Бруклін не такі розслаблені. Кенджі оголошує своїм друзям, що він допоможе з презентацією, а Даріус і Бруклін планують шпигувати за Деніелом. Деніл, знаючи про їхні плани, змушує Мей попередити дітей. Коли троє шукають Кеша та його камеру, вони дізнаються, що його немає. Досліджуючи кімнату Кеша, ви виявите, що в лісовому біомі є дрони. Даріус, Бен і Бруклін стають свідками того, як Кеш використовує дослідження Мей, щоб контролювати рухи та поведінку Великої Пащі Даніель, дізнавшись, що задумала Бруклін, змушує хижаків, дронів і Велику Пащу стежити за нею та іншими. Кенджі переконаний відвідати ділову зустріч з Деніелом. Бруклін та хлопцям вдається дістатися до пентхауса, щоб побачити, як Кенджі розважає інвесторів своїми історіями про зустрічі з динозаврами. Тим часом брат Даріуса Брендон спілкується у відеочаті з Роксі та Дейвом, підтверджуючи свою віру в те, що його брат все ще живий. |            |                        |              |                                                    |                          |
| 40 | 3          | «Підготовка в бою»     | Ерік Елрод   | Рік Вільямс                                        | 21 липня 2022 р          |
| Кенджі, довіряючи своєму татові та злий на Бруклін, не вірить їй. Коли Бен і Даріус пояснюють ситуацію, Кенджі йде поговорити з батьком. Даніель зізнається у своїх планах. Він стверджує, що це, зрештою, на благо динозаврів та їхніх потреб. Щоб ще більше схилити Кенджі, Деніел розповідає синові, що Бруклін і Семмі увірвалися в його офіс і що його друзі не довіряють жодному з них. Коли Мей помічає, що Бен і Бруклін шпигують за нею, вона дає їм елементи живлення, які шифрують мікросхеми керування. Кенджі протистоїть своїм друзям, стверджуючи, що його тато намагається допомогти динозаврам, кажучи їм не втручатися. Під час зустрічі Даніель випровадив Кеша. Деніел показує своїм інвесторам, як вони можуть керувати динозаврами. Інвестори намагаються перевірити їх, влаштувавши бій з динозаврами. Під час наступної конфронтації з Кемперами контроль порушується, внаслідок чого всі інвестори, крім одного, гинуть. У хаосі Кеш бере один із елементів керування, плануючи вбити Даніеля, але його витягують і вбивають хижаки. Кенджі забирає безпілотників і веде динозаврів геть, і вони з Деніелом лютують на кемперів, перш ніж їх замикають. Інвестор, який залишився в живих, Лана Моліна, яка представляє BioSyn, каже, що вони все ще на борту, тоді як Кенджі відмовляється від своїх друзів. Кенджі забирає безпілотників і веде динозаврів геть, і вони з Деніелом лютують на кемперів, перш ніж їх замикають. Інвестор, який залишився в живих, Лана Моліна, яка представляє BioSyn, каже, що вони все ще на борту, тоді як Кенджі відмовляється від своїх друзів. |            |                        |              |                                                    |                          |
| 41 | 4          | «Крок убік»            | Лія Артвік   | Бетані Армстронг Джонсон                           | 21 липня 2022 р          |
| Поки Деніел, Мей, Кенджі та Лана Моліна повертаються на Ісла-Нублар, вони зупиняються в старому пентхаусі Деніела, де Кенджі відчуває конфлікт через своїх друзів. Деніел планує ще одну демонстрацію, використовуючи динозаврів Айли Нублар, і хоче, щоб Кенджі допоміг через його досвід роботи з ними. З’являється Гоукс, який працює на Деніела, що дуже хвилює Кенджі. Тим часом Даріус виводить вихід через каналізацію. На виході кемпери сперечаються про Кенджі, перш ніж їх переслідує БРЕД, і вони розлучаються. Семмі та Даріус натрапляють на двигун, що живить острів, і на них нападає нотозавр що ховався в каналізації. Яз, Бен і Бруклін приходять їм на допомогу, заманюючи БРЕДА битися з Нотозавром. Це пошкоджує труби, спричиняє перегрів двигуна та руйнування тунелю. Коли вони тікають, Бруклін і Бен продовжують сперечатися про Кенджі, але Даріус помічає, що Велика і Маленька Паща чимось налякані. На острові Нублар Деніел і компанія помічають такого ж наляканого стегозавра, коли на обох островах стався землетрус. Кенджі та Гоукс падають у яму, стикаючись віч-на-віч з Тору Карнотавром. Тим часом Бред, Дейв і Роксі досягають Айла Нублар у пошуках туристів. |            |                        |              |                                                    |                          |
| 42 | 5          | «Слизький шлях»        | Майкл Маллен | Джоанна Льюїс Крістін Сонгко                       | 21 липня 2022 р          |
| У ямі Тору ледь не вбиває Хоукса, але Кенджі вдається контролювати Тору за допомогою техніки Mantah Corp. Даніель вражений Кенджі, вирішує використати Тору для свого експерименту. На іншому острові туристи вважають, що динозаврів лякають дрони, коли землетрус минув. У той час як Даріус залишається з Великою і Малою Пащами Бруклін веде решту на острів, де їх закривають. Відпочиваючі також виявляють, що маяк лиха, який вони надіслали з Ісла-Нублар, забрала Mantah Corp, але Деніел нічого з цим не зробив. Бренд, Дейв і Роксі шукають дітей і коротко зустрічаються з Баріоніксом Хаосом. Семмі та Яз розуміють, що на Айла Нублар все ще є дрон, який вони можуть взяти під контроль. Вони свідчать про те, як Кенджі демонструє свій контроль над Тору, з посмішкою на обличчі, залишаючи Бруклін з розбитим серцем через те, що він став на бік свого батька. Брендон починає втрачати надію знайти Даріуса, але Роксі заспокоює його, показуючи табір, який зробили діти, демонструючи їхню винахідливість. Тим часом на обох островах стався ще один землетрус: Велика Паща опинився під деревом, а Кенджі – під камінним зсувом. Кенджі використовує Тору, щоб допомогти йому, в той час як туристи працюють разом, щоб звільнити Велику Пащу. Даріус підтверджує, що вони зупинять плани Деніела. |            |                        |              |                                                    |                          |
| 43 | 6          | «Зовсім один»          | Ерік Елрод   | Леоре Берріс                                       | 21 липня 2022 р          |
| Поки туристи саботують операції Mantah Corp на острові, Кенджі та його батько зустрічаються з Льюїсом Доджсоном, якому Деніел має намір продати свої чіпи контролю розуму. Кенджі вдається захистити Бампі від поневолення, але він починає розчаровуватися через жорстокість і відсутність турботи свого батька. Група намагається схопити Блю, але вона заводить їх у гніздо дилофозавра, звідки вони ледве втікають. Під час цього Доджсон випадково знаходить і повертає стару банку Barbasol з ембріонами, яку Денніс Недрі вкрав для нього ще в 1993 році. Група захоплює та поневолює кількох динозаврів, у тому числі Тору та Лімбо, але Лана Моліна намагається втекти з рюкзаком Доджсона, перш ніж Кенджі зупиняє її. Жінку з’їдає зграя Компі. Задоволений, Доджсон укладає угоду з Деніелом щодо виробництва та доставки чіпів BioSyn протягом двох тижнів. |            |                        |              |                                                    |                          |
| 44 | 7          | «Стрибок»              | Лія Артвік   | Бетані Армстронг Джонсон Рік Вільямс               | 21 липня 2022 р          |
| Щоб захистити динозаврів, коли Деніел повертається, туристи вирішують створити для них водопій. У той час як Даріус і Бруклінн відволікають Велику і Маленьку Пащі Бен і Яз збирають своїх друзів-динозаврів, хоча вони стикаються з деякими проблемами з Фейерверком і двома дилофозаврами, а Семмі входить у тунелі, щоб збільшити потік води до вибраного місця, зустрічаючи та ухиляючись від уцілілого БРЕД-X. Їхній план вдається, і група насолоджується водопоєм, де всі динозаври мирно збираються. |            |                        |              |                                                    |                          |
| 45 | 8          | «Остаточний розрив»    | Майкл Маллен | Шила Шрінівас                                      | 21 липня 2022 р          |
| Доджсон вимагає, щоб Mantah Corp отримала зразки ДНК деяких нубларських динозаврів перед від'їздом. Збираючи зразки, Мей захоплюється красою паразауролофів і зраджує Mantah Corp після того, як дізнається, що діти втекли, знищили її зразки. Кенджі, сповнений дедалі більших сумнівів, повністю відвертається від свого батька після того, як дізнається, що Деніел схопив Бампі, попри те, що він обіцяв залишити його друга в спокої. Кенджі допомагає Мей втекти, але він вирішує повернутися до свого батька, ніж ризикувати, щоб Даніель залишився шукати його. У той же час Роксі, Дейв і Брендон безуспішно шукають кемперів на острові, але вони знаходять кемпінг Мітча і Тіффа. Тієї ночі Мей знаходить тріо і пропонує їм свою допомогу. |            |                        |              |                                                    |                          |
| 46 | 9          | «Зона»                 | Ерік Елрод   | Джоанна Льюїс Крістін Сонгко                       | 21 липня 2022 р          |
| Бруклін і Даріус, встановили безпілотник для спостереження за островом. Бруклін записує групу на свій планшет, щоб люди знали, що вони пережили Айла Нублар. Даріус планує захопити Конів у закладі, а їхній безпілотник — на материк. Поки вони працюють над автоматичними дверима, Яз і Семмі ненадовго замикаються з протилежних сторін. Коли їм вдається врятувати Семмі, вони вивчають геоенергетику островаядро не працює. Було виявлено, що землетруси спричинені слідом, розташованим поблизу лінії розлому, який надає ядру його потужності. Коли вони досліджують ядро, вони розуміють, що воно перегрівається, і на них нападає Нотозавр. Нотозавр втрачає свідомість від газу, і туристи відмовляються залишити його, а Даріус і Бруклінн вирушають усувати витік газу. Під час цього Бруклінн також непритомніє, і її рятує Даріус. Тим часом Нотозавр намагається напасти на Ясмін, Семмі і Бена. Коли таборовики втікають, Даріус відчуває конфлікт щодо обману Кенджі. Кони повертаються на острів, Кенджі контролює Тору, а Бампі серед захоплених. |            |                        |              |                                                    |                          |
| 47 | 10         | «Прибуття»             | Лія Артвік   | Леоре Берріс                                       | 21 липня 2022 р          |
| Деніел розповідає, що на флеш-пам’яті в щелепі одного з BRAD-X є резервна копія схем чіпа контролю розуму, і наказує своїм людям знайти її та захопити туристів, щоб він міг отримати новий пароль. Група розпадається: Даріус, Яз і Семмі шукають у біомах флешку, а Бен намагається врятувати Бампі. Попри те, що їм вдається знайти флеш-накопичувач, Деніел і Гоукс атакують керованого розумом Спинозавра та вилучають диск, але залишаються заблокованими з комп’ютера. У той же час розкаяний Кенджі допомагає Бену врятувати Бампі, виявляючи в процесі, що руйнування контролерів порушує контроль над розумом. Бен повертає Бампі та Кенджі до інших, які шоковані поверненням Кенджі. |            |                        |              |                                                    |                          |
| 48 | 11         | «Остання битва»        | Майкл Маллен | Бетані Армстронг Джонсон Шила Шрінівас Рік Вільямс | 21 липня 2022 р          |
| Кенджі приймається назад у групу, хоча Даріус залишається злим і неохоче пробачити його спочатку. Поки Ясміна та Семмі забирають немовлят у безпечне місце, Даріус, Кенджі, Бен і Бампі об’єднують сили з вільними динозаврами проти Даніеля, його найманців та динозаврів, яким керують їхній розум, спочатку з певним успіхом. Після того як Семмі відмовляється надати пароль, Даніель бере під особистий контроль динозаврів і заганяє в кут Маленьку Пащу. Велика Паща приєднується до бою, вбиваючи Лімбо, але її, очевидно, вбиває Спінозавр, на жах табористів. |            |                        |              |                                                    |                          |
| 49 | 12         | «Нубларська шістка»    | Ерік Елрод   | Бетані Армстронг Джонсон Шила Шрінівас Рік Вільямс | 21 липня 2022 р          |
| Відпочивальники та динозаври тікають від Даніеля та його сил, а відпочивальники думають про втечу з острова. Група розпадається, коли Деніел і його війська переслідують їх, внаслідок чого найманця, який контролює Тору, з’їдають велоцираптори, а Даріуса заганяє в кут Спінозавра. Кенджі віддає пароль, але Даніель все одно наказує Спінозавру з'їсти Даріуса. Даріуса рятує Велика Паща яка вижила і відганяє Спінозавра в той час як Маленька Паща з’їдає Гоукса. Через перевантаження ядра та викид отруйного газу Деніел тікає з острова, але Кенджі, розуміючи, що Деніель не піклується про нього, залишається з кемперами, які імітували перевантаження. Група знищує чіпи контролю розуму та випускає динозаврів перед тим, як нарешті їх рятують Мей, Дейв, Роксі та Брендон, які заарештували Деніела. Через 2 роки група підтримує зв’язок: Ясміна та Семмі живуть разом, Бен проводить літо з Мей і Бампі на острові Mantah Corp, Кенджі усиновили Боумани, а Бруклін розслідує дивні події в маєтку Локвуд під час зустрічей. Почувши дивний шум, Даріус з подивом помітив поруч брахіозавра. |            |                        |              |                                                    |                          |

### Виробництво
За словами розробника серіалу та продюсера-консультанта Зака Стенца , який також подав ідею серіалу Universal Pictures ,  виробництво Jurassic World Camp Cretaceous почалося ще в квітні 2017 року.  У червні 2018 року Скотт Крімер очолив передумову та пілотний сценарій, написаний Стенцом і працював над раннім дизайном шоу.  У 2019 році було оголошено про дебют анімаційного серіалу на Netflix наступного року, події якого розгортатимуться під час фільму 2015 року « Світ Юрського періоду » .  Спільний проєкт Netflix, Universal Pictures, Amblin Entertainmenti DreamWorks Animation ,  Скотт Крімер і Аарон Хаммерслі працювали разом як шоуранери серіалу, виконавчі продюсери серіалу разом із Лейном Луерасом, Стівеном Спілбергом , Коліном Треворроу та Френком Маршаллом .
Спілберг не хотів, щоб серіал був «дитячою версією» фільмів « Парк Юрського періоду» , наполягаючи на тому, щоб юних персонажів розмістили в небезпечних сценаріях, як у фільмах. Крімер і Хаммерслі приєдналися до проєкту після того, як він отримав дозвіл, і вони поділяли бачення Спілберга.  Ці троє були натхненні різними фільмами Спілберга, які часто зображували дітей, які стикаються з небезпекою. На відміну від фільмів « Парк Юрського періоду» , де діти є другорядними персонажами, яких рятують дорослі, серіал натомість зосереджений на підлітках та їхніх спробах вижити самостійно.  Під час роботи члени знімальної групи кілька разів переглянули фільм « Світ юрського періоду » , щоб розвинути зв’язкиміж фільмом і шоу, навіть створивши карту острова Нублар, щоб допомогти з процесом.
Серед повторюваних акторів озвучення — Джаміла Джаміл і Глен Пауелл у ролях Роксі та Дейва в першому та п’ятому сезонах, Стефані Беатріс і Бредлі Вітфорд у ролях Тіффа та Мітча у другому, а також Гейлі Джоел Осмент і Роджер Крейг Сміт у ролях Кеша та БРЕДА у четвертому та п’ятому. .
За словами штатного сценариста Шіли Шрінівас і редактора сюжетів Джозі Кемпбелл, найважчими персонажами для серіалу були Яз і Бруклін. Сценаристи намагалися знайти способи зробити героїв «симпатичними» глядачам.  Однак зрештою вони вирішили, що найкраще було б виявити слабкі сторони персонажа, щоб глядачі співчували кожному персонажу.  Роль Дейва була написана спеціально для Глена Пауела , що, за його словами, зробило озвучування персонажа «легким і веселим».
Будучи виконавчим продюсером, Треворроу сказав, що у нього є два правила, які він сказав команді шоу: розглядати динозаврів як справжніх тварин під час створення історії та уникати анімації повітряних знімків, щоб зберегти сцени «приземленими».  Для створення серії використовувалися такі програми, як V-Ray , Autodesk Maya та Nuke . Пандемія COVID-19 почалася під час зйомок, і знімальній групі довелося працювати вдома.
Серіал також містить оригінальну музику, створену Лео Біренбергом , з використанням тем із саундтреків « Парку Юрського періоду» та « Світу Юрського періоду » , написаних Джоном Вільямсом і Майклом Джаккіно відповідно.  В інтерв’ю Біренберг сказав, що вперше почув про шоу від музикантів Алекса Ніксона та Френка Гарсіа, з якими він раніше працював над «Кунг-фу Панда: Лапи долі », після того, як їх рекомендував Джаккіно, з ким він уже зустрічався.
Другий сезон вийшов 22 січня 2021 року.  Ранні проєкти сезону передбачали, що персонаж Бена помре незабаром після його падіння у фіналі першого сезону,  але від цих планів відмовилися, і Бен вижив продовжувати з'являтися в серіалі.  Колін Треворроу взяв участь у віртуальній панелі на виставці Comic Con у Нью-Йорку 2020 , що відбулася в жовтні, під час якої він сказав, що другий сезон серіалу дав знімальній групі «багато свободи»  , оскільки перший сезон повністю залежав від контексту, знайденого у « Світі Юрського періоду », а другий сезон розгортався за шість місяців до першої серії « Занепалого королівства » .
В інтерв’ю Треворроу розповів виданню Comic Book Resources , що поява торгівлі тваринами у Fallen Kingdom підштовхнула сценаристів Camp Cretaceous зробити полювання на велику дичину головним сюжетом другого сезону шоу, щоб навчити дітей, що ці проблеми все ще існують.  Коли його запитали про майбутнє серіалу, Треворроу сказав Screen Rant , що команда Camp Cretaceous уже розробила історію, яка «переведе цих дітей глибше у подорож, яка тягне все далі й далі від Світу Юрського періоду ».  Третій сезон із десяти серій вийшов 21 травня 2021 року
Розробляючи третій сезон, Крімер сказав, що вони «хотіли, щоб у дітей було власне агентство і віддали свою долю в свої власні руки [...] ми хотіли приділити трохи часу і зробити якісь круті речі, повеселитися, і робити речі, які ми раніше не робили, тому що не було часу, тому що діти завжди бігли, рятуючи життя».  Коли його запитали про перенесення мультсеріалу у всесвіт « Світ Юрського періоду » , він відповів: «Я б ніколи не говорив ніколи. Наскільки я знаю, немає жодних найближчих планів щодо цього, але це буде дуже круто, якщо це так».  Разом з Креамером і Райні Родрігез, Треворроу дражнив четвертий сезон: «У нас є початок, середина та кінець. У нас [є план], і не за горами кінець. Скотт і сценаристи намітили досить захопливий шлях вперед. ".  Треворроу пояснив, що серіал не включатиме сцену виверження вулкана з Fallen Kingdom , і сказав, що «якщо ми зможемо розповісти всю історію, яку ми тут задумали, яку побудували сценаристи, це дійсно дасть нам шанс потрапити в якісь дійсно нові простори, які справді відрізняються від кіно».
Четвертий сезон вийшов 3 грудня 2021 року.  В інтерв’ю Крімер підтвердив повернення Спінозавра , динозавра, вперше зображеного в « Парку Юрського періоду III» (2001), і сказав, що дія четвертого сезону відбуватиметься на острові. раніше не зустрічався в каноні Юрського періоду ».  Сценаристи спочатку вважали, що BRADs були надто нереалістичними для серіалу. Однак після перегляду відео від Boston Dynamics про роботів автори вирішили включити їх. Розвиваючи стосунки між Кенджі та Бруклінном, Крімер сказав, що ця ідея вперше була висловлена та відкинута під час створення другого сезону. Він додав: «Це дитяче шоу, і це не обов’язково те, у чому ви б брали участьюрський . Але це відчувалося [як] природний прогрес. Якщо у вас шестеро дітей на острові протягом шести місяців, почуття розвиватимуться. І ми хотіли підійти до цього так, щоб це було органічно для серіалу та мало сенс для наших персонажів».
П'ятий і останній сезон вийшов 21 липня 2022 року

## Прийом

### 1 сезон
На агрегаторі оглядів Rotten Tomatoes рейтинг схвалення першого сезону Jurassic World Camp Cretaceous склав 77% на основі 13 оглядів із середнім рейтингом 6,6/10. Критичний консенсус веб-сайту гласить: «З жвавою групою туристів і новими захопливими пригодами Camp Cretaceous успішно розвиває франшизу « Світ Юрського періоду » для молодших глядачів, хоча для деяких це може бути занадто жорстоким».
Написавши для Bloody Disgusting , Меган Наварро назвала сезон «ідеальною сумішшю смішного, зворушливого та сміливого в Амбліні», вихваляючи озвучення та дизайн динозаврів, але називаючи дизайн персонажів загальним.  Джессі Хассенджер з The AV Club дав сезону оцінку C+, назвавши серіал нереалістичним щодо сюжету, але також сказав, що розвиток персонажів був «розумним» і що шоу точно зображувало підлітків.  Гелі Футч з Collider поставила сезону A−, тоді як Алана Джолі Еббот з Den of Geek поставила йому чотири зірки з п'яти. Загалом обидва критики високо оцінили анімацію, акторський склад і центральну історію сезону.  ВідLos Angeles Times , Роберт Ллойд порівняв стиль анімації зі стилем оригінальних персонажів у « Скубі-Ду » та похвалив озвучку, заявивши, що вона «зберігає їх достатньо реальними».  Нік Аллен з RogerEbert.com вважав, що розважальна цінність серіалу гідна порівняння з оригінальною трилогією франшизи, заявивши, що «через ретельність, викладену на створення [серіалу], він більш особливий, ніж просто спін-офф ."
У негативній рецензії журналіст Empire Бен Тревіс оцінив сезон у дві зірки з п’яти, критикуючи сценарій серіалу та його персонажів, які, за його словами, були «несхожими» та «змальовані тонкими стереотипами та вимушеним діалогом», дійшовши висновку, що перший сезон був призначений лише для молодших глядачів.  З іншого боку спектру, Бет Елдеркін з io9 визнала сезон надмірно насильницьким, зазначивши, що «жоден епізод не проходить, щоб принаймні одна дитина не була піддана смертельній небезпеці». Однак вона відзначила послідовність протягом усього сезону, заявивши, що «рідко можна знайти сучасне дитяче шоу, яке довіряє своїй аудиторії працювати з насиченішим предметним матеріалом [...], навіть якщо це часом викликає занепокоєння».Переглянувши першу серію, команда Decider нерішуче порекомендувала глядачам транслювати серіал.

### 2 сезон
На Rotten Tomatoes рейтинг схвалення другого сезону становить 100% на основі 5 відгуків із середнім рейтингом 6,8/10.  Критик Den of Geek Алана Джолі Ебботт дала другому сезону Camp Cretaceous чотири з половиною з п'яти зірок, заявивши, що він покращився порівняно з першим  , тоді як Деніел Харт з Ready Steady Cut сказав, що це не так, даючи сезону три зірки з п’яти та називаючи його «втраченою можливістю».  Даніель Солцман із Solzy at the Movies високо оцінила дослідження вигаданої Айла Нублар і темп усіх восьми епізодів.  Написання для Mashable, Брук Байгрович похвалила загальну історію сезону та зростання напруги, але розкритикувала сюжет епізоду « Хоробрий », який відбувався повністю у спогаді та зосереджувався лише на персонажі Бена.
З Collider Хелі Футч включила сезон у свій список семи найкращих «нових шоу», які варто переглянути на Netflix, заявивши, що новий сезон «залишає багато можливостей для дії, звільняючи місце для моментів, зосереджених на персонажах».  Журналіст Screen Rant Джон Оркіола високо оцінив історію, дію та персонажів серіалу, зокрема в епізоді під назвою «The Watering Hole», заявивши, що він схожий на кінцівку оригінального « Парку Юрського періоду» та «розумний поворот» на режисерський стиль Стівена Спілберга.  Рафаель Мотамайор, автор для The New York Observer, також поділився позитивним відгуком про «The Watering Hole», заявивши, що епізод був «сповнений дива», що дозволило шоу «передати відчуття оригінального Парку Юрського періоду , виводячи динозаврів на передній план історії».

### 3 сезон
Третій сезон Camp Cretaceous отримав дуже схвальні відгуки критиків, а деякі назвали його найкращим у серіалі. На Rotten Tomatoes рейтинг схвалення третього сезону становить 100% на основі 7 відгуків із середнім рейтингом 8,3/10.  На сайті ComingSoon.net Джефф Еймс поставив «9/10» за розвиток персонажів і написав, що, попри те, що він продовжує використовувати ту саму формулу для послідовностей дій, «творці так добре знають цих персонажів і мають такі твердо контролювати очікування глядачів, щоб вони зуміли перехитрити свої епізодичні атрибути та представити кінцевий продукт, який задовольняє, хвилює та, що найголовніше, змушує вас бажати більшого». Вікторія Девіс з Animation World Network також похвалила сезон за його загальний тон, зазначивши, що «увага, приділена невеликим візуальним елементам, посилює емоції, передаючи відчуття старіння та зрілості персонажів».  Крім того, Алана Джолі Еббот з Den of Geek дала йому чотири з половиною зірки з п’яти за те, що він зміг поєднати «спокійніші, легші моменти з карколомною дією та справжнє занепокоєння, що улюблені персонажі не виживуть». ", і сказав, що серіал сподобається дітям будь-якого віку. Однак Ренальдо Матадін з Comic Book Resources дав негативну рецензію, виявивши, що фінал «зіпсував» розвиток персонажа Бена, коли його розлучили з Бампі, написавши, що «це приголомшливо та руйнує героїчну натуру, яку він розвинув. Бен повинен був зробити власний вибір у раціональний, а не мелодраматичний спосіб, щоб наступний сезон міг обійти його крик і тривогу. Намагаючись нав’язати гумор, він просто виглядає регресивним і відбирає поганого лідера, на якого він перетворювався».

### 4 сезон
Амелія Ембервінг з IGN позитивно оцінила розвиток характеру Яз, продемонструвавши, що «навіть у найважчих серед нас бувають моменти, коли їм потрібна допомога». Однак Ембервінг виявив, що для серіалу, орієнтованого на молодшу аудиторію, насильство над динозаврами було непотрібним; вона сказала, що сцена в одному епізоді не мала сенсу для розповіді та була «настільки безглуздо підлою, що виправдовувала паузу та пішла на мить». У своєму вердикті рецензент сказала, що жорстокість, показана на екрані, забруднить спадщину серіалу, і що четвертий сезон був «неприємною гикавкою в історії».  Тим часом Джефф Еймс із ComingSoon.netДав четвертому сезону 8/10 і сказав: «Він не зовсім пропонує сюжетну спрямованість (чи інтригу) попередніх сезонів, але є чим насолодитися, навіть якщо ви тут лише для того, щоб подивитися на чудово зображених монстрів. "  Брендон Закарі з Comic Book Resources дав надзвичайну похвалу. Він знайшов анімацію та дизайн «вражаючими» і написав: «Загальна сила тексту та незмінно вражаюча озвучка допомагають підняти його ще далі, роблячи його одним із справді захопливих серіалів для всіх віків на Netflix».
На першому тижні четвертий сезон Camp Cretaceous став сьомим серіалом за кількістю переглядів на Netflix після накопичення в цілому 16,9 мільйонів годин перегляду.  За другий тиждень сезон переглянули 17,42 мільйона годин, що посідає четверте місце в десятці найкращих телевізійних шоу Netflix англійською мовою.